# Патлатюк, Александр Ерёмович
Патлатюк Александр Еремович (1930, Дзвониха — 2009, Шахтёрск) — машинист комбайна шахты № 12 треста «Шахтёрскантрацит», Герой Социалистического Труда.

## Биография
Родился в 1930 году в селе Дзвониха (ныне Тывровского района Винницкой области, Украина) в крестьянской семье. Рано потерял родителей и воспитывался в семье старшей сестры. После окончания школы работал в колхозе. В 1948 году был призван в армию.
После увольнения в запас поступил на учёбу в школу фабрично-заводского обучения в Донецке. По окончании школы получил специальность проходчика и направлен на работу в город Шахтёрск Донецкой области. Работал на шахте № 12. В 1953 году окончил курсы машинистов угольного комбайна и стал работать машинистом угольного комбайна на шахте № 12. В 1956 году стал инициатором движения за достижение наивысшей производительности труда в угольной промышленности.
Указом Президиума Верховного Совета СССР от 26 апреля 1957 года за выдающиеся успехи в деле развития угольной в годы пятой пятилетки и в 1956 году Патлатюку Александру Еремовичу присвоено звание Героя Социалистического Труда с вручением ордена Ленина и золотой медали «Серп и Молот».
До 1986 года работал машинистом угольного комбайна, бригадиром, горным мастером, диспетчером. После выхода на пенсию продолжал работать мастером строительного отделения на ряде шахт Донбасса.
Избирался депутатом Донецкого областного совета.
Жил в городе Шахтёрске. Умер в 2009 году. Похоронен в городе Шахтёрске.

## Награды
Награждён орденом Ленина, медалями, знаками «Шахтёрская слава» І, ІІ, ІІІ степени.